# Homer V. M. Miller

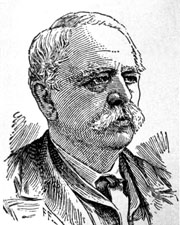
Homer V. M. Miller

Homer Virgil Milton Miller (* 29. April 1814 im Pendleton District, South Carolina; † 31. Mai 1896 in Atlanta, Georgia) war ein US-amerikanischer Politiker, der den Bundesstaat Georgia im US-Senat vertrat.
Der auf dem Gebiet des heutigen Anderson County geborene Homer Miller zog mit seinen Eltern im Jahr 1820 ins Rabun County in Georgia. Er besuchte die dortigen öffentlichen Schulen und machte 1835 seinen Abschluss am Medical College of South Carolina in Charleston. Danach reiste er zu weiteren medizinischen Studien nach Paris; nach seiner Rückkehr begann er als Arzt in Cassville zu praktizieren.
Miller schloss sich zunächst der Whig Party an und bewarb sich 1844 als deren Kandidat erfolglos um einen Sitz im Repräsentantenhaus der Vereinigten Staaten. Während des Bürgerkrieges diente er als Chirurg in der Konföderiertenarmee; dabei war er auch als Krankenhausinspektor für Georgia zuständig. Nach Kriegsende arbeitete er als Arzt in Rome. Außerdem zählte er zur Fakultät des Atlanta Medical College.
1867 nahm Miller am Reconstruction-Konvent seines Staates teil. Nach der Wiederaufnahme Georgias in die Union wurde er für die Demokratische Partei in den US-Senat gewählt, wo er vom 28. Juli 1868 bis zum 3. März 1871 verblieb; allerdings wurde er dabei erst am 24. Februar 1871 als ordentliches Mitglied der Parlamentskammer anerkannt. In der Folge wurde er Kurator der University of Georgia in Athens. Miller starb 1896 in Atlanta und wurde in Rome beigesetzt.